# Károlyháza
Károlyháza község Győr-Moson-Sopron vármegyében, a Mosonmagyaróvári járásban.

## Fekvése
A település a Kisalföld északnyugati részén helyezkedik el, a Mosoni-síkság peremén, a Hanság és a Szigetköz határán. Közigazgatási területe négy településsel határos, északkelet felől Kimlével, dél felől Lébénnyel, nyugat felől Újrónafővel, észak felől pedig Mosonmagyaróvárral.
Területének északi határán húzódik az 1-es főút, közúton csak ezen érhető el Győr-Öttevény és Mosonmagyaróvár felől is, a 85 303-as útra letérve. Közigazgatási határai közt áthalad ezen felül a Budapest-Hegyeshalom közti M1-es autópálya is.
A hazai vasútvonalak közül a Budapest–Hegyeshalom–Rajka-vasútvonal érinti, s ezen vasútállomása is van, ami 2017 óta a Kimle-Károlyháza nevet viseli (neve 2017 előtt Kimle, korábban pedig Horvátkimle volt).

## Története
A kutatásokból kiderült, hogy már a honfoglalás idején lakott hely volt. A Károlyháza elnevezéssel az 1898-as helységnévtárban találkozhatunk először. Nevét vélhetően a 19. században élt Károly főhercegtől, a magyaróvári uradalom tulajdonosától kapta. Moson 1904-es kataszteri térképén a település helyén csak a vasútállomás felvételi épülete és a major található. A második világháború után a birtokot államosították. E település a vasútállomás, valamint a Lajta-Hansági Állami Tangazdaság V. kerületi telephelye körül alakult ki. A 2002. évi önkormányzati választásokkor (2002. október 20-án) szakadt ki Kimle községből.

## Jelene
Az utóbbi években a település lendületes fejlődésnek indult.
Az elmúlt időszakban felújították a községházát. Könyvtárat létesítettek. Idősek klubját hoztak létre, polgárőrséget alapítottak, citerazenekart hoztak létre. Károlyházán önálló sportklub működik férfi focicsapattal. Létezik automata tekepálya is. A sportépületben orvosi vizsgáló működik.

## Közélete

### Polgármesterei
- 2002–2006: Szép Károly (független)[4]
- 2006–2010: Szép Károly (független)[5]
- 2010–2014: Szép Károly József (független)[6]
- 2014–2019: Szép Károly József (független)[7]
- 2019–2024: Barna Péter (független)[8]
- 2024– : Barna Péter (független)[1]

## Népesség
A település népességének változása:
| Lakosok száma | 534  | 530  | 519  | 605  | 492  | 436  | 419  |
|               | 2013 | 2014 | 2015 | 2021 | 2022 | 2023 | 2024 |

A 2011-es népszámlálás során a lakosok 89,2%-a magyarnak, 2,1% cigánynak, 0,6% horvátnak, 1,5% németnek, 0,2% ukránnak mondta magát (10,6% nem nyilatkozott; a kettős identitások miatt a végösszeg nagyobb lehet 100%-nál). A vallási megoszlás a következő volt: római katolikus 55%, református 3,9%, evangélikus 1,7%, görögkatolikus 0,7%, felekezeten kívüli 12,7% (25,7% nem nyilatkozott).
2022-ben a lakosság 91,1%-a vallotta magát magyarnak, 0,6% németnek, 0,2% ukránnak, 0,2% románnak, 0,8% egyéb, nem hazai nemzetiségűnek (8,9% nem nyilatkozott; a kettős identitások miatt a végösszeg nagyobb lehet 100%-nál). Vallásuk szerint 28% volt római katolikus, 2,2% református, 2% görög katolikus, 0,8% evangélikus, 0,8% egyéb keresztény, 0,4% egyéb katolikus, 11,8% felekezeten kívüli (53,9% nem válaszolt).

## Híres személyek
- Itt született 1864-ben Kemény Lajos publicista, történész.

## Nevezetességei
- Károlyháza határában található a Fertő–Hanság Nemzeti Park egy része.
- A vasútállomás mellett működik az E-ON Rt. transzformátorállomása, amelynek nevezetessége, hogy az első vasúti nagyfeszültségű villamosvezetéket Budapest és Horvátkimle állomás között építették ki.
- Winter major- intézői kúria és a védett parkja